# Трудовий колектив
Трудовий колектив — усі громадяни, які своєю працею беруть участь у діяльності підприємства (установи, організації) на основі трудового договору (контракту, угоди), а також інших форм, що регулюють трудові відносини працівника з підприємством.
Проєктом Закону України «Про трудові колективи» пропонується наступне визначення: «Трудовий колектив підприємства, установи, організації — це об'єднання всіх працівників, які своєю працею беруть участь у його діяльності на основі трудового договору, а також інших форм, що регулюють трудові відносини працівника з підприємством, установою, організацією, включаючи власників підприємств. Особи, які виконують роботи для підприємства, установи, організації на підставі цивільно-правових договорів до складу трудового колективу не включаються».
Трудовий колектив виступає одним з центральних понять трудового (а саме, колективного трудового) права. Йому присвячена глава XVI-А Кодексу законів про працю України, а також численні наукові розвідки. Незважаючи на це, проєкт нового Трудового кодексу України лише побічно, у статтях 2 і 241, торкається цього терміна.
Трудовий колектив є специфічним суб'єктом трудового права. Його специфічність, як вважають Н. Д. Гетьманцева та І. Г. Козуб, проявляється у тому, що він не має статусу ні юридичної, ні фізичної особи. Трудовий колектив володіє трудовою правосуб'єктністю, що дає йому можливість вступати у різного роду відносини.
Суб'єктом трудового права є також колектив бригади, який згідно з КЗпП України наділяється відповідними правами.
Зміст поняття трудового колективу також розробляється в соціології.

## Трудовий колектив і роботодавець
«Трудовий колектив має спільні з власником (роботодавцем) інтереси у стратегічному питанні про отримання якомога більшого прибутку, в ефективній організації виробництва, у доборі кваліфікованих і сумлінних кадрів, у забезпеченні внутрішнього трудового розпорядку, трудової дисципліни, дотриманні техніки безпеки, охорони праці. Протилежні інтереси лежать в основі розподілу прибутку, оплати праці, відрахувань з прибутку на заходи щодо впровадження нових захисних технічних засобів, безпеки праці, нешкідливих і безпечних технологій; фінансування з прибутку заходів щодо соціально-побутового обслуговування працівників, надання додаткових трудових пільг. Зона незбігання соціальних інтересів досить велика, і традиційно в суспільній свідомості і в правовому регулюванні ці суб'єкти знаходяться по різні боки соціальних „барикад“».

## Повноваженнятрудового колективу
Стаття 65 Господарського кодексу України встановлює, що управління підприємством здійснюється відповідно до його установчих документів на основі поєднання прав власника щодо господарського використання свого майна і участі в управлінні трудового колективу. Раніше, до втрати чинності Законом «Про підприємства в Україні» трудовий колектив офіційно наділявся повноваженнями самоврядування. Нині це становить вагому прогалину вітчизняного законодавства.
Права трудового колективу встановлюються статутом підприємства і колективним договором.
Д.ю.н., проф. В. І. Прокопенко вважає, що трудовим колективам належать такі права:
- укладення колективних договорів,
- впровадження досягнень науки, техніки, розвитку творчої ініціативи працюючих,
- участь в організації, нормуванні, оплаті праці, використанню фондів економічного стимулювання, поліпшенні умов і охорони праці, соціально-культурних та житлово-побутових умов працюючих;
- трудові колективи за поданням власника або уповноваженого ним органу і профспілкового комітету затверджують правила внутрішнього трудового розпорядку підприємства;
- за порушення трудової дисципліни трудові колективи можуть застосовувати до своїх членів заходи громадського стягнення, які можуть враховуватись при визначенні систематичності невиконання працівником без поважних причин покладених на нього обов'язків, що є однією з підстав розірвання трудового договору з ініціативи власника або уповноваженого ним органу.

Повноваження трудових колективів реалізуються, якщо інше не передбачене статутом, загальними зборами працюючих. Такі безпосередні відносини можливі тоді, коли підприємства невеликі за своїми розмірами, і для розв'язання конкретних питань у кожному випадку є можливість зібрати всіх працюючих. В умовах же великого підприємства виникає необхідність використання представницької демократії. В таких випадках повноваження трудового колективу можуть реалізовуватись конференцією або виборними органами трудового колективу, такими, як рада трудового колективу, комітет підприємства, страйковий комітет тощо.